# Montroy
Montroy – miejscowość i gmina we Francji, w regionie Nowa Akwitania, w departamencie Charente-Maritime.
Według danych na rok 1990 gminę zamieszkiwało 486 osób, a gęstość zaludnienia wynosiła 122 osób/km² (wśród 1467 gmin regionu Poitou-Charentes Montroy plasuje się na 563. miejscu pod względem liczby ludności, natomiast pod względem powierzchni na miejscu 1111.).